# Castelo de Albiano d'Ivrea
O Castelo de Albiano d'Ivrea (em italiano:  Castello di Albiano d'Ivrea) é um castelo localizado em Albiano d'Ivrea na Itália.

## História
A história do castelo está intimamente ligada à autoridade temporal dos Bispos de Ivrea, sob cujo controle permaneceu desde os tempos antigos. No ano 1000, foi concedido como feudo por Otão I do Sacro Império Romano-Germânico ao Bispo de Ivrea, provavelmente formalizando um arranjo que já existia há séculos.
Em 1326, o castelo foi concedido a Filipe I de Piemonte, progenitor da Casa de Saboia-Acaia, mas retornou ao domínio do Bispo de Ivrea em 1361, após as guerras na região de Canavese. Reconstruído pelo bispo Bonifacio Ferrero após sofrer saques e degradação, foi novamente destruído durante a Guerra Civil Piemontesa, em 1641, sendo reconstruído em sua forma atual no início do século XIX. Durante séculos, o castelo serviu como residência de verão do Bispo de Ivrea, que até hoje mantém o título de Conde de Albiano, embora este já não seja mais utilizado.

Em 1841, o castelo recebeu a visita de Fernando, Duque de Gênova.